# Castillon-de-Castets
 Castillon-de-Castets  là một xã thuộc tỉnh Gironde trong vùng Nouvelle-Aquitaine tây nam nước Pháp.